# Bournel
Bournel ist eine französische Gemeinde mit 252 Einwohnern (Stand 1. Januar 2022) im Département Lot-et-Garonne in der Region Nouvelle-Aquitaine (vor 2016: Aquitanien). Die Gemeinde gehört zum Arrondissement Villeneuve-sur-Lot und zum Kanton Le Haut Agenais Périgord.
Die Einwohner werden Bournelois und Bourneloises genannt.

## Geographie
Bournel liegt ca. 25 km nördlich von Villeneuve-sur-Lot in der historischen Provinz Agenais am nördlichen Rand des Départements.
Umgeben wird Bournel von den fünf Nachbargemeinden:
|           | Doudrac                                     | Mazières-Naresse |
| Ferrensac | Kompassrose, die auf Nachbargemeinden zeigt | Villeréal        |
|           | Montaut                                     |                  |

Bournel liegt im Einzugsgebiet des Flusses Garonne.
Der Dropt, einer seiner Nebenflüsse, bildet die natürliche Grenze zu den nördlichen Nachbargemeinden Doudrac und Mazières-Naresse. Seine Nebenflüsse, der Ruisseau du Pintre und der Ruisseau de Côte Rouge, entspringen auf dem Gebiet der Gemeinde und münden dort in den Dropt.

## Geschichte
Im Tal des Ruisseau du Pintre sind Dolmen zu sehen, die eine frühe Besiedelung des Landstrichs belegen. Die Römer überzogen das Land mit Militärlagern. So richteten sie auch eines auf dem heutigen Gemeindegebiet ein. Das Dorf entwickelte sich entlang einer Römerstraße. Im Jahre 1984 wurden außerdem Reste einer reichen Villa gefunden.
Während des Mittelalters wurde das Dorf durch eine Motte mit einem Turm und einem breiten Graben geschützt. Im 13. Jahrhundert befand sich das Dorf im Kerngebiet der Auseinandersetzungen im Hundertjährigen Krieg zwischen der englischen und französischen Lehnsherren. Bournel war in dieser Zeit als Teil der Seigneurie von Montaut in englischer Hand. Einer Legende nach wurden die Gefallenen nach einer Schlacht zwischen englischen Truppen und dem Seigneur von Biron in der Burg begraben. Bei Ausgrabungen im Jahre 1866 wurde unter anderem ein flacher Stein entdeckt, unter dem schwarze Asche gefunden wurde.
Im Jahre 1259 erhielt die Bastide von Castillonnès einen Teil der Pfarrgemeinde von Bournel. Dennoch nutzte der Seigneur von Bournel sein Lehen, über dessen Privilegien er legal nicht mehr verfügte. Der Seneschall von Castillonnès verurteilte ihn die Pfarrgemeinde abzugeben. Da sich dieser weigerte, kam es zu einer Auseinandersetzung, bei der die Truppen des Seigneurs von Bournel unterlagen. Am 10. Oktober 1283 rief der französische König die beiden Gegner zusammen, um eine Schlichtung zu erzielen, die schließlich auf eine Teilung der Pfarrgemeinde anhand der natürlichen Grenze des Verlaufs des Ruisseau du Pintre hinauslief. Am Ende des 15. Jahrhunderts ging die Grundherrschaft von Montaut in die Hände der Familie Gontaud-Biron über.

## Einwohnerentwicklung
Nach Beginn der Aufzeichnungen stieg die Einwohnerzahl bis zur ersten Hälfte des 19. Jahrhunderts auf einen Höchststand von rund 750. In der Folgezeit sank die Größe der Gemeinde bei kurzen Erholungsphasen bis zu den 1970er Jahren auf 220 Einwohner, bevor sie sich auf ein Niveau von rund 240 Einwohnern stabilisieren konnte.
| Jahr      | 1962 | 1968 | 1975 | 1982 | 1990 | 1999 | 2006 | 2011 | 2022 |
| --------- | ---- | ---- | ---- | ---- | ---- | ---- | ---- | ---- | ---- |
| Einwohner | 279  | 284  | 220  | 237  | 228  | 250  | 229  | 264  | 252  |

## Kultur und Sehenswürdigkeiten
- Pfarrkirche Sainte-Madeleine aus dem 11. oder 12. Jahrhundert, als Monument historique eingeschrieben.

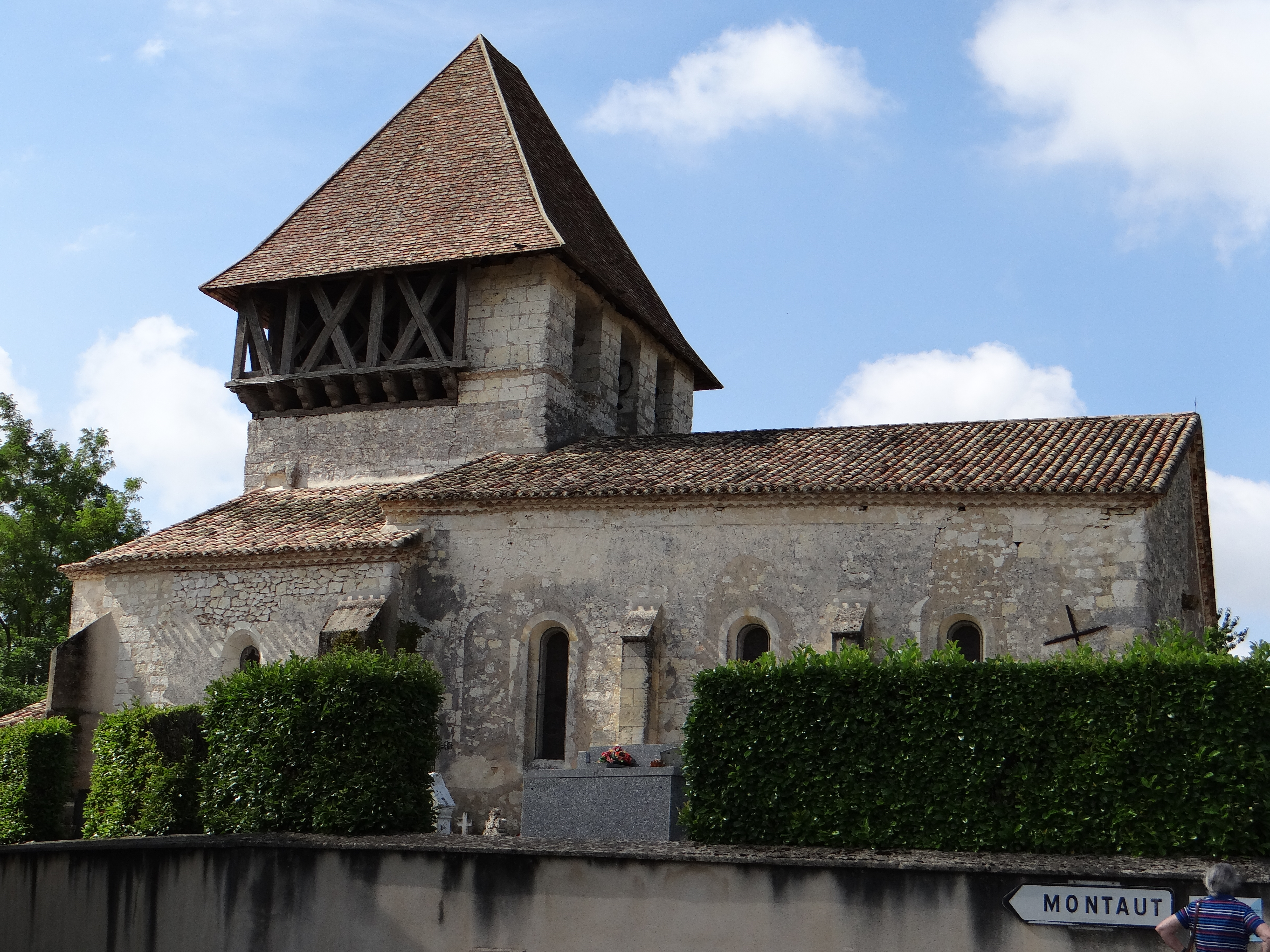
Pfarrkirche Sainte-Madeleine
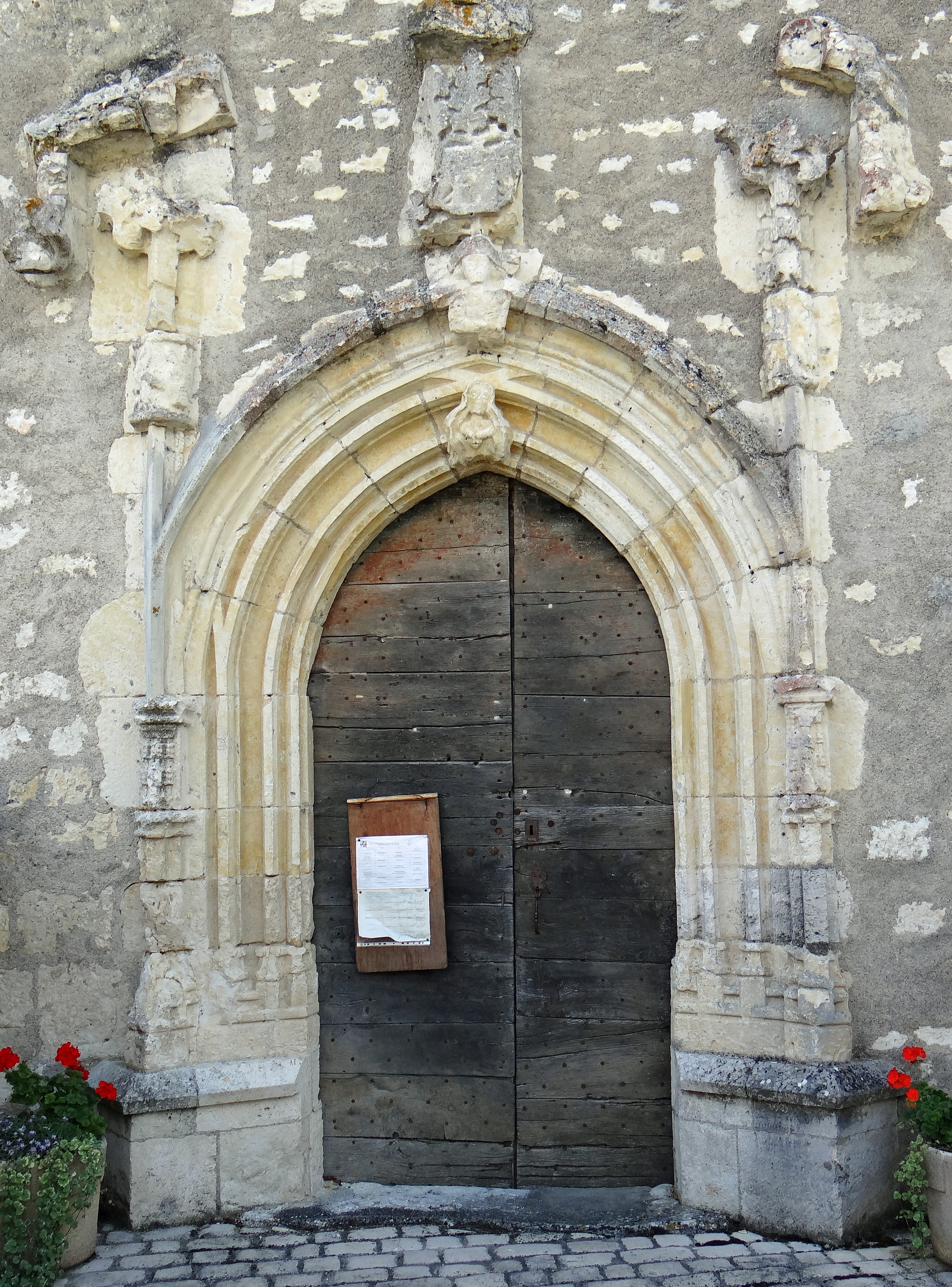
Eingangsportal

## Wirtschaft und Infrastruktur
Handel und Dienstleistungen sind die wichtigsten Wirtschaftsfaktoren der Gemeinde.

### Verkehr
Bournel ist erreichbar über die Routes départementales 2, 218 und 257.